# Апанкур
Апанкур (фр. Happencourt) насеље је и општина у североисточној Француској у региону Пикардија, у департману Ен (Пикардија) која припада префектури Сен Кентен.
По подацима из 2011. године у општини је живело 144 становника, а густина насељености је износила 27,8 становника/km². Општина се простире на површини од 5,18 km². Налази се на средњој надморској висини од 89 метара (максималној 101 m, а минималној 63 m).

## Демографија
| 1962. | 1968. | 1975. | 1982. | 1990. | 1999. | 2011. |
| ----- | ----- | ----- | ----- | ----- | ----- | ----- |
| 161   | 201   | 183   | 143   | 167   | 162   | 144   |

График промене броја становника у току последњих година